# Trogoptera mana
Trogoptera mana is een vlinder uit de familie van de Mimallonidae. De wetenschappelijke naam van de soort is voor het eerst geldig gepubliceerd in 1928 door Schaus.